# Паклени торањ
Паклени торањ (енгл. The Towering Inferno) је амерички филм из 1974. који је режирао Џон Гилермин. 

## Радња
„Онима који дају своје животе да би други живели – ватрогасцима целог света – овај филм је посвећен.“
Радња филма се одвија у Сан Франциску. Архитекта Даг Робертс (Пол Њуман), који је дизајнирао највиши небодер на свету од 138 спратова, позван је на његово отварање. У салу за прославе на 135. спрату позвано је око 400 гостију из високог друштва. Током провере пре самог отварања, Робертс сазнаје да је зграда предата уз грубо кршење технологије и безбедносних система. Зет Дунцан Ентерприсес, Рогер Симонс, који је одговоран за електричне инсталације зграде, уштедио је новац у буџету. Као резултат тога, електрична кола нису пројектована за оптерећења која могу настати током рада. Ланци тешко могу да се носе са тренутним оптерећењем, а уочи свечаног отварања окупили су се организатори забаве да укључе пуно осветљење небодера. Џејмс Данкан, шеф Дунцан Ентерприсес, свестан је проблема, али не жели ни да наговести важним гостима, потенцијалним клијентима, да у његовом небодеру није све у реду.
У међувремену почиње свечано отварање, када се упали спољашња светла зграде, прегреје се ожичење и избије пожар на 81. спрату. Искључена су сва непотребна кола, укључујући и противпожарне аларме, па служба обезбеђења сазна за пожар тек када је већ захватио цео спрат. Најпре надлежни покушавају да сакрију информације од гостију, верујући да пожар неће прерасти у катастрофу. То, међутим, не успева, пламен је захватио неколико спратова и настала је паника у банкет сали. На позив стиже јединица ватрогасаца из Сан Франциска под командом Мајкла О'Халорана (Стив Меквин) и наставља да гаси ватру. Евакуација гостију помоћу лифтова брзо је прекинута - све мине су захваћене пламеном. Степенице су такође непроходне. Покушај спасавања са крова хеликоптером не успева – због јаког ветра летелица се руши приликом слетања. Услед пожара експлодира гасовод који пролази унутар зграде. Робертсова девојка - Сузан - заглави се у лифту на 110. спрату, виси у шахту, и спасава се само чудом - кабина лифта може да се уклони са зида зграде хеликоптером. Неке од настрадалих могу да се спасу уз помоћ изума ватрогасаца – бунџија са колевком, који је унесрећене спустио на оближњи небодер, али је преспоро, а успаничени гости су га избацили из погона.
Као резултат тога, ватрогасци морају да предузму очајнички корак – да разнесу контејнере са милион литара воде на 138. спрату зграде. Ризикујући своје животе, О'Халоран и Робертс успевају да детонирају Ц-4 пуњења, а млаз воде пада доле и гаси пламен. Они који нису стигли да се вежу испрани су водом. Пожар је угашен, али је од последица тога страдало око 200 људи. У последњој сцени, О'Халоран, већ на земљи, примећује:
```
   Данас је умрло око 200 људи. Сутра би десет хиљада могло да погине у сличној ватреној замци.
```

Робертс се слаже са њим да треба консултовати ватрогасце када се граде такве високе зграде.

## Улоге
| Глумац            | Улога                           |
| ----------------- | ------------------------------- |
| Стив Маквин       | Мајкл О'Халоран                 |
| Пол Њумен         | Даг Робертс                     |
| Вилијам Холден    | Џејмс Данкан                    |
| Фред Астер        | Харли Клербон                   |
| Феј Данавеј       | Сузан Френклин                  |
| Сузан Блејкли     | Пати Симонс                     |
| Ричард Чејмберлен | Роџер Симонс                    |
| Џенифер Џоунс     | Лизолет Мјулер                  |
| О. Џ. Симпсон     | Хари Џерниган                   |
| Роберт Вон        | сенатор Гари Паркер             |
| Роберт Вагнер     | Ден Бигелоу                     |
| Сузан Фланери     | Лори                            |
| Дебни Колман      | помоћник шефа ватрогасне службе |

## Награде и номинације
| Оскар за најбољу фотографију - Фред Џ. Конекамп и Џозеф Ф. Бирок)                | Да |
| БАФТА награда за најбољег глумца у споредној улози - (Фред Астер)                | Да |
| Златни глобус за најбољег споредног глумца у играном филму - (Фред Астер)        | Да |
| – (Сузан Фланери)                                                                | Да |
| Оскар за најбољу монтажу - (Карл Крес и Харолд Ф. Крес)                          | Да |
| - (Џон Вилијамс)                                                                 | Да |
| Оскар за најбољу оригиналну песму - (Ал Каша и Џоел Хершхорн) за песму           | Да |
| Оскар за најбољи филм                                                            | Не |
| Оскар за најбољег споредног глумца - (Фред Астер)                                | Не |
| Златни глобус за најбољу споредну глумицу у играном филму - (Џенифер Џоунс)      | Не |
| Оскар за најбољу сценографију - (Вилијам Џ. Кребер, Ворд Престон, Рафаел Бретон) | Не |
| Оскар за најбољу оригиналну музику - (Џон Вилијамс)                              | Не |
| Оскар за најбољи звук - (Теодор Содерберг и Херман Луис)                         | Не |
| Златни глобус за најбољу оригиналну музику - (Ал Каша и Џоел Хершхорн) за песму  | Не |

| Да | означава освојену награду |
| Не | означава номинацију       |

|}